# PlayStation 5
O PlayStation 5 (oficialmente abreviado como PS5) é um console de jogos eletrônicos de nona geração, desenvolvido pela Sony Interactive Entertainment. Foi anunciado em outubro de 2018 e confirmado em outubro de 2019 como o quinto da série PlayStation e sucessor do PlayStation 4. O console foi lançado em 12 de novembro de 2020 na América do Norte, Austrália, Coreia do Sul, Japão, Nova Zelândia e Singapura. E em 11 de dezembro de 2020 foi lançado nas Filipinas. 19 de novembro para o resto do mundo. A plataforma foi lançada em duas versões, um sistema com entrada para disco óptico compatível com Blu-ray Ultra HD para suporte a jogos lançados em mídia física ou baixados através da PlayStation Store e uma versão digital de menor custo sem a unidade de disco, utilizando apenas o download digital, embora pode ser adquirido separadamente em sua revisão de hardware em 2023. Um modelo com hardware aprimorado chamado PlayStation 5 Pro foi lançado em 7 de novembro de 2024, apresentando uma GPU mais rápida, ray tracing aprimorado e tecnologia de upscaling baseada em AI.
O PlayStation 5 possui uma unidade de estado sólido personalizada projetada para a leitura de dados de alta velocidade para permitir melhorias significativas no desempenho gráfico. O hardware também possui uma GPU AMD personalizada capaz de fornecer suporte a Ray-tracing, displays de resolução 4K e até 120 quadros por segundo, um novo hardware de áudio para efeitos de áudio 3D em tempo real e retrocompatibilidade com a maioria dos jogos do PlayStation 4 e PlayStation VR.

## História
As primeiras notícias e informações oficiais sobre o PlayStation 5 vieram do arquiteto principal Mark Cerny, em entrevista à revista Wired em abril de 2019. No início de 2019, o relatório financeiro da Sony para o trimestre encerrado em 31 de março de 2019, afirmou que o novo hardware de próxima geração estava em desenvolvimento, mas não seria lançado antes de abril de 2020. Em uma segunda entrevista à revista Wired em outubro de 2019, a Sony disse que pretende lançar seu console de próxima geração em todo o mundo até o final de 2020. As especificações de hardware atuais foram lançadas em outubro de 2019. Na CES 2020, a Sony apresentou o logotipo oficial da plataforma, que segue o estilo minimalista semelhante dos consoles anteriores da marca PlayStation. As especificações completas do console foram fornecidas em uma apresentação on-line de Cerny e publicadas pela Sony e Digital Foundry em 18 de março de 2020. A Digital Foundry conversou com Cerny em detalhes e publicou um "mergulho profundo" na arquitetura interna do console em 2 de abril.
Um grande evento digital focado na biblioteca de jogos do PlayStation 5 havia sido planejado para 4 de junho de 2020, mas foi adiado e ocorreu em 11 de junho devido aos protestos de George Floyd. Além dos jogos, o visual do console também foi revelado nesse evento.

## Hardware
O PlayStation 5 usa a microarquitetura Zen 2 de 7nm da AMD com uma CPU de 8 núcleos rodando em uma frequência variável limitada a 3.5 GHz. A GPU é um sistema personalizado em um chip (SoC) baseado no RDNA 2 da AMD, com 36 unidades de computação em execução em uma frequência variável, limitada a 2.23 GHz e com capacidade de 10.28 TFLOPS. Tanto a CPU quanto a GPU são monitoradas por um sistema de impulso especial que incorpora a tecnologia SmartShift da AMD, que ajusta a frequência desses sistemas com base nas atividades atuais de ambos os chips, para atingir o consumo de energia constante ideal e um perfil de desempenho do modelo SoC. Por exemplo, se a CPU estiver executando em atividade mais baixa, o sistema de reforço poderá reduzir sua frequência e aumentar a frequência da GPU para permitir que ela funcione com desempenho superior sem afetar o uso de energia ou o resfriamento. A GPU suporta a aceleração por hardware da renderização rastreada por ray tracing em tempo real. Ele possui uma nova tecnologia de áudio chamada Tempest Engine, que permite não apenas que centenas de fontes de som em um jogo sejam contabilizadas na produção de saída de áudio em comparação com 50 no PlayStation 4, mas também como esse áudio é apresentado com base no usuário final. O sistema possui 16 GB de GDDR6 SDRAM com uma largura de banda de 448 GB/s.
Uma solução de armazenamento em um SSD personalizado foi projetado para o PlayStation 5 para aumentar as taxas de entrada/saída de dados, proporcionando tempos de carregamento rápidos. Essa velocidade permite que os jogos sejam mais imersivos e suportem resolução 8K. O sistema base possui um SSD de 825 GB conectado por meio de uma interface de 12 canais ao sistema principal, atingindo uma taxa de transferência de 5,5 GB/s sem compressão e entre 8 a 9 GB/s usando compressão com o protocolo Oodle Kraken da RAD Game Tools. Esse tamanho de unidade atípico foi considerado ideal para o caminho de 12 canais do sistema, em vez das unidades mais comuns de 500 GB ou 1 TB. O armazenamento direto para jogos é expansível através de uma porta NVM Express (NVMe) M.2, enquanto o armazenamento adicional pode ser disponibilizado através de unidades compatíveis com USB. O sistema suporta uma unidade óptica Ultra HD Blu-ray compatível com 4K. Embora a instalação do jogo a partir de um disco seja obrigatória para tirar proveito do SSD, o usuário tem algum controle de quanto instalar, como instalar apenas os componentes multijogador de um jogo.
A Sony está desenvolvendo um suporte aprimorado para o estado de jogo suspenso, para o PlayStation 5 consumir menos energia que o PlayStation 4.

### Comparação de versões
| Característica        | PlayStation 4                                                              | PlayStation 5                                                                           | Ref           |
| --------------------- | -------------------------------------------------------------------------- | --------------------------------------------------------------------------------------- | ------------- |
| Velocidade de leitura | HDD com até 100 MB por segundo                                             | SSD com até 5,5 GB por segundo                                                          | [ 26 ]        |
| Armazenamento interno | HDD com 500 GB                                                             | SSD com 667 GB                                                                          | [ 26 ]        |
| Saída de vídeo        | 1080p                                                                      | De 4K à 8k com frequência de 60fps à 120Hz                                              | [ 26 ]        |
| Processador principal | AMD Jaguar com oito núcleos com arquitetura x86-64 e frequência de 1,6 GHz | AMD Zen 2 com oito núcleos com frequência de 3,5 GHz                                    | [ 26 ] [ 27 ] |
| Processador gráfico   | Radeon 1,84 Teraflops por segundo                                          | Radeon frequência de 2,23 GHz com 10,28 Teraflops e tecnologia Ray Tracing via hardware | [ 26 ] [ 27 ] |
| Memória RAM           | 8 GB com tecnologia GDDR5                                                  | 16 GB com tecnologia GDDR6                                                              | [ 26 ]        |
| Taxa de frequência    | Full HD (1080p) 30 quadros por segundo com HDR                             | Até 4k 120 quadros por segundo com HDR                                                  | [ 27 ]        |

### Controle DualSense

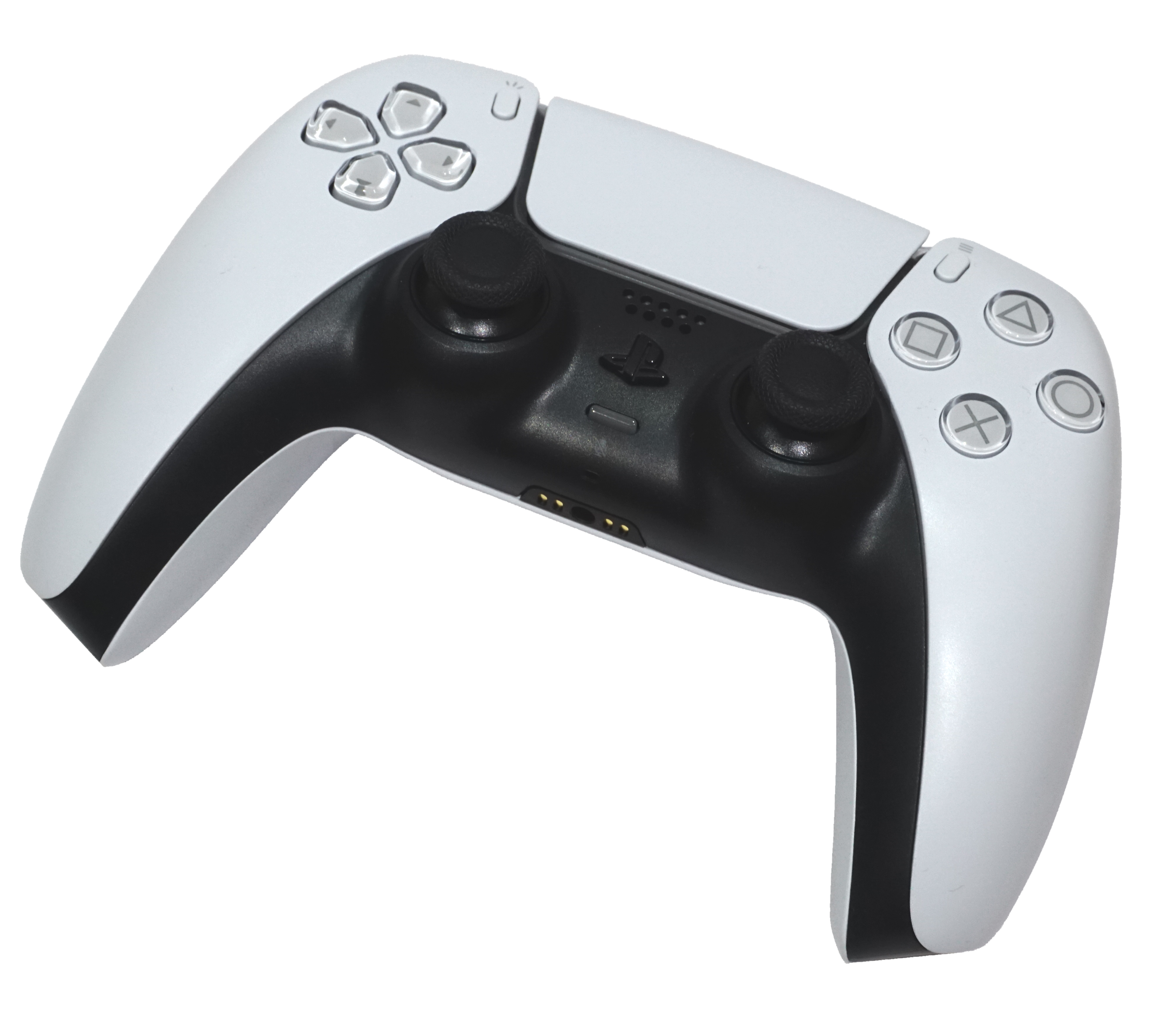
O controle Dualsense.

O controle sem fio DualSense do PlayStation 5 foi revelado em 7 de abril de 2020. O DualSense é baseado nos controles DualShock, mas com modificações influenciadas por discussões com designers e jogadores. O DualSense possui gatilhos adaptáveis que podem alterar a resistência ao jogador conforme necessário, suportando uma experiência como virtualmente atirar uma flecha de um arco. O DualSense possui forte feedback háptico por meio de atuadores de bobina de voz, que, juntamente com um alto-falante aprimorado no controle, pretendem fornecer um melhor feedback no jogo. Enquanto o DualSense mantém a maioria dos mesmos botões que o DualShock 4, o botão "Compartilhar" foi renomeado para "Criar" com outros meios para que os jogadores compartilhem e criem conteúdo com outros. Uma nova matriz de microfone embutida foi adicionada para que os jogadores possam falar com outras pessoas usando apenas o controle. Ele possui uma coloração bicolor, principalmente branca com uma face preta. A barra de luz foi movida para os lados do touchpad. Possui conectividade USB-C, uma bateria com duração mais alta e uma tomada de áudio.

## Software de sistema
A interface de usuário redesenhada do PlayStation 5 é caracterizada pela Sony como "acessível e informativa", fornecendo atualizações em tempo real das atividades dos amigos, atividades multijogador disponíveis e missões e recompensas para um jogador. Cerny afirmou que "não queremos que o jogador tenha que inicializar o jogo para ver o que está acontecendo", então todas essas opções são "visíveis na IU". Matt MacLaurin, o atual vice-presidente de design UX da PlayStation, descreveu a interface do usuário redesenhada como uma "evolução muito interessante do sistema operacional" e uma "revisão de 100 por cento da interface do usuário do PS4 e alguns novos conceitos muito diferentes". MacLaurin afirmou que a IU é extremamente rápida com uma linguagem visual nova e robusta.
A Eurogamer disse que a interface do usuário foi concebida para responsividade, acessibilidade aprimorada, clareza e simplicidade. É renderizada em resolução 4K e high dynamic range (HDR). Os usuários são recebidos com uma animação estilística de inicialização e uma nova tela de login. Os conceitos e motivos centrais de design introduzidos no PS4 foram redesenhados em uma nova interface de usuário da tela inicial. A parte superior da tela possui uma linha de aplicativos e duas guias superiores para jogos e aplicativos de mídia. Selecionar um jogo revela diretamente atividades individuais, como um nível específico ou modo multijogador. A PlayStation Store não é mais um aplicativo independente e agora está totalmente integrado à interface do usuário da tela inicial.
A mudança mais significativa em relação à interface do PS4 é a introdução do Centro de Controle, instantaneamente convocado da parte inferior da tela ao pressionar o botão PS. O Centro de Controle é dividido em duas seções. A parte superior é uma linha de cards sugerindo ações com base no jogo atual ou ações recentes, como um bate-papo em grupo. Os cards relacionados ao jogo podem apresentar aos jogadores informações sobre o mesmo, como um relatório de progresso para completar missões específicas, ou listar os desafios do jogo com a opção de pular diretamente para ele. Os assinantes da PlayStation Plus veem os cards de atividades do jogo com dicas, capturas de tela ou vídeos detalhando como concluir uma certa tarefa. Os itens de nível de sistema podem apresentar ao jogador opções como informações de venda da PlayStation Store ou capturas de tela recentes feitas pelo usuário para serem compartilhadas. Esses recursos estão disponíveis para jogos de PS5 ou para jogos de PS4 atualizados. A parte inferior do Centro de Controle contém uma linha horizontal personalizável de ícones, incluindo notificações, atualizações de status, lista de amigos e configurações do sistema.
O PS5 suporta YouTube, Twitch, Netflix, Disney+, Spotify, Apple TV+, Crunchyroll, Amazon Prime Video, MyCanal, Hulu e Peacock, enquanto o suporte para outros serviços de streaming foi prometido para o futuro.

## Jogos
Cada unidade do PlayStation 5 vem pré-instalada com Astro's Playroom, um jogo projetado para servir como uma demonstração do controle DualSense. Os jogos do PlayStation 5 não usam nenhum bloqueio de região, permitindo que os jogadores joguem jogos cujo lançamento pode ser limitado em uma região diferente.
A Sony anunciou a responsabilidade simultânea de apoiar a comunidade do PlayStation 4 e abraçar o PlayStation 5 como um grande avanço tecnológico. Em uma entrevista para GamesIndustry.biz, Ryan afirmou: "Sempre dissemos que acreditamos em gerações. Acreditamos que quando você se dá ao trabalho de criar um console de última geração, ele deve incluir recursos e benefícios que a geração anterior não inclui. E que, em nossa opinião, as pessoas deveriam fazer jogos que possam tirar o máximo proveito desses recursos." Discutindo sobre as capacidades do controle DualSense com Geoff Keighley, o gerente geral Eric Lempel afirmou que a Sony "quer evoluir cada parte da experiência", mas para que isso aconteça "não podemos levar todos conosco de consoles anteriores para [uma experiência de próxima geração]. Você precisa de um novo hardware, de novos dispositivos para experimentar o que esses desenvolvedores desejam que você experimente." Ratchet & Clank: Rift Apart foi destacado como um jogo de próxima geração que não é tecnicamente possível em um hardware mais antigo. Lempel garantiu a Keighley que o interesse no PlayStation 4 não terminará abruptamente, com mais jogos estando por vir.
Em 12 de setembro de 2020, Jim Ryan anunciou que Spider-Man: Miles Morales, Sackboy: A Big Adventure e Horizon Forbidden West serão lançados para o PlayStation 4, além das versões previamente confirmadas para PlayStation 5. A crença da Sony nas gerações foi amplamente interpretada como uma mudança que definiu a era para os jogos apenas para PS5, que exploram totalmente as capacidades aprimoradas do console, em vez de lançar jogos de geração cruzada para os dois consoles do PlayStation. Ryan disse que ninguém deve ficar desapontado, pois as versões de PS5 tirarão vantagem do conjunto de recursos avançados do console e que as versões de PS4 podem ser atualizadas gratuitamente. A Sony oferece suporte a qualquer editor que deseja oferecer versões aprimoradas de jogos de PS4 sem custo adicional. A Electronic Arts afirmou que seus jogos de PS4, como FIFA 21 e Madden NFL 21, incluirão uma atualização gratuita para a versão de PlayStation 5, se os usuários atualizarem antes do lançamento sucessivo. A Bungie também disse que Destiny 2 pode ser atualizado para a versão de PS5 sem nenhum custo adicional, e a CD Projekt RED também oferece isso para Cyberpunk 2077 e The Witcher 3: Wild Hunt.
A Eurogamer informou que o programa de certificação da Sony em maio de 2020 exigia que os jogos de PS4, submetidos à certificação após 13 de julho de 2020, fossem nativamente compatíveis com o PlayStation 5.

## PlayStation 5 Pro
O PlayStation 5 Pro (PS5 Pro) foi anunciado oficialmente pela Sony em 10 de setembro de 2024, após rumores em março do mesmo ano. Entre outras mudanças, o novo console tem três melhorias principais: uma GPU cerca de 45% mais rápida que a do PlayStation 5 existente, uma tecnologia de upscaling de imagem de aprendizagem profunda chamada PlayStation Spectral Super Resolution (PSSR) e desempenho de ray tracing duas vezes mais rápido em comparação com o PlayStation 5. Como resultado, espera-se que os jogos otimizados para o Pro suportem resoluções 4K a 60 FPS. Ele também será fornecido com uma unidade de armazenamento SSD interna de 2 TB, mas não incluirá unidade de disco óptico nem suporte vertical, que pode ser adquirido separadamente. A unidade Pro também substitui uma das portas traseiras USB-A por uma segunda porta USB-C e inclui suporte para o Wi-Fi 7 e resolução 8K. Os jogos podem ser corrigidos para acessar recursos do sistema Pro, com expectativa de que 50 jogos estejam prontos com versões aprimoradas até o lançamento do sistema. Rumores da indústria afirmavam que os estúdios internos da Sony estavam trabalhando com a versão devkit do console Pro já em setembro de 2023. Um recurso Game Boost também permitirá que jogos PS4 selecionados tenham resoluções melhoradas no sistema Pro, com cerca de 8.500 desses jogos configurados para usar esse recurso no lançamento. O modelo Pro está planejado para lançamento global em 7 de novembro de 2024, com um preço de US$ 699,99/€ 799,99. No Brasil o console estará a venda por R$ 6.999,99.